# Variable de estado (sistema dinámico)
Las variables de estado son el subconjunto más pequeño de variables de un sistema que pueden representar su estado dinámico completo en un determinado instante.  De una manera intuitiva, las variables de estado contienen información suficiente para predecir el comportamiento futuro del sistema en ausencia de excitaciones externas.  
El número mínimo de variables de estado necesarias para representar un sistema dado es usualmente igual al orden de la ecuación diferencial que define al sistema.  Las variables de estado son independientes entre sí. 
Si el sistema es representado en forma de función de transferencia, el número mínimo de variables de estado es igual al orden del denominador de la función transferencia después de haber sido reducido a una fracción propia.

## Ejemplos de variables de estado
- En sistemas mecánicos
  - la posición y la velocidad de cada parte mecánica móvil son variables de estado
- En sistemas termodinámicos
  - la energía interna, la entropía y la entalpía
  - temperatura, presión y volumen
- En sistemas eléctricos
  - tensiones de nodos y corrientes de ramas
  - carga de capacitores e inductancias y de componentes acumuladores de energía en general